# آرون بروس
آرون بروس (بالإنجليزية: Aaron Bruce)‏ مواليد 19 ديسمبر 1984، هو لاعب كرة سلة أسترالي سابق. بدأ مسيرته الاحترافية في سنة 2008. يبلغ طوله 6 قدم 3 بوصة (1.9 م). لعب كرة السلة الجامعية في جامعة بايلور. اعتزل اللعب في 2013. لعب مع أديليد ثيرتي سيكسترز وسيدني كينجز.

## روابط خارجية
- آرون بروس على موقع الاتحاد الدولي لكرة السلة (الإنجليزية)
- آرون بروس على موقع كرة السلة الأوروبية.كوم (الإنجليزية)
- آرون بروس على موقع كلية كرة السلة في سبورتس رفرنس.كوم (الإنجليزية)
- آرون بروس على موقع ريلجم (الإنجليزية)
- آرون بروس على موقع بروبوليرز (الإنجليزية)
- آرون بروس على موقع سبورتس رفرنس (الإنجليزية)